# Nikołaj Strokin
Nikołaj Iwanowicz Strokin (ros. Николай Иванович Строкин, ur. 13 listopada 1906 w Moskwie, zm. 1 kwietnia 1972 tamże) – radziecki inżynier, działacz państwowy i partyjny.

## Życiorys
W 1929 ukończył Moskiewski Instytut Mechaniczny im. Łomonosowa, po czym został technikiem w moskiewskiej fabryce samochodów, następnie pracował w gorkowskiej fabryce samochodów jako inżynier, od lipca 1932 do sierpnia 1933 był delegowany służbowo do fabryki Forda w USA, później wrócił do pracy w fabryce samochodów w Gorkim (obecnie Niżny Nowogród). Od lutego 1941 do września 1945 był głównym technologiem fabryki nr 466 Ludowego Komisariatu Przemysłu Lotniczego ZSRR w Gorkim, od września 1945 do marca 1947 głównym technologiem fabryki nr 500 Ministerstwa Przemysłu Lotniczego ZSRR, od marca do grudnia 1947 głównym technologiem Trzeciego Głównego Zarządu Ministerstwa Przemysłu Lotniczego ZSRR. Od grudnia 1947 do marca 1948 pełnił obowiązki głównego inżyniera Gławawtotraktorostroja, od marca 1948 do stycznia 1949 był szefem działu produkcji Głównego Zarządu Budownictwa Kapitałowego Ministerstwa Przemysłu Samochodowego i Traktorowego ZSRR, od stycznia 1949 do kwietnia 1950 był głównym technologiem i I zastępcą głównego inżyniera Gorkowskiej Fabryki Samochodów, od kwietnia 1950 do kwietnia 1954 pracował jako główny inżynier - zastępca dyrektora fabryki. Od czerwca 1950 był członkiem WKP(b). Od kwietnia 1954 do lipca 1955 był na stanowisku dyrektora fabryki, od lipca 1955 do maja 1957 ministra przemysłu samochodowego ZSRR, od 25 lutego 1956 do 29 marca 1966 był zastępcą członka KC KPZR. Od maja 1957 do maja 1963 był zastępcą przewodniczącego Gospłanu ZSRR ds. zagadnień budowy maszyn, specjalizacji i kooperacji w przemyśle - ministrem ZSRR, od maja 1963 do listopada 1965 przewodniczącym Państwowego Komitetu Budowy Maszyn Samochodowo-Traktorowych i Rolniczych przy Gospłanie ZSRR, następnie zastępcą ministra przemysłu samochodowego ZSRR. 
Pochowany na Cmentarzu Nowodziewiczym.

## Odznaczenia i nagrody
- Order Lenina (trzykrotnie);
- Order Czerwonego Sztandaru Pracy (dwukrotnie);
- Order „Znak Honoru”;
- Nagroda Państwowa ZSRR (dwukrotnie - 1950 i 1968).